# Cerkiew św. Dymitra w Złockiem
Cerkiew św. Dymitra w Złockiem; też: św. Demetriusza, Rycerza i Męczennika) – dawna łemkowska cerkiew greckokatolicka, zbudowana w latach 1867–1872, znajdująca się w Złockiem.
Od 1951 rzymskokatolicki kościół parafialny parafii Narodzenia Najświętszej Maryi Panny w Złockiem. 
Świątynia leży na szlaku architektury drewnianej w Województwie Małopolskim. 

## Położenie
Wznosi się w górnej części wsi, na wysokości ok. 530 m n.p.m., w kępie drzew na grzbiecie, rozdzielającym dolinki Złockiego Potoku na wschodzie i Szczawnika na zachodzie. Miejsce to znajduje się w południowej części pasma Jaworzyny w Beskidzie Sądeckim.
Obok cerkwi znajduje się cmentarz rzymsko- i greckokatolicki z XIX w. otoczony murem. Wokół stare lipy; jedna z nich, znajdująca się przy drodze, chroniona jako pomnik przyrody.

## Historia
Pierwsza cerkiew istniała w tym miejscu najprawdopodobniej już w końcu XVI w. Obecna cerkiew, budowana w latach 1867–1872 według projektu Kondracza, konsekrowana w 1873, na tle innych łemkowskich świątyń w okolicy wyróżnia się swoją nietypową epigonalną architekturą. Po akcji Wisła i wysiedleniu ludności unickiej, od 1951 służy wiernym obrządku rzymskiego.

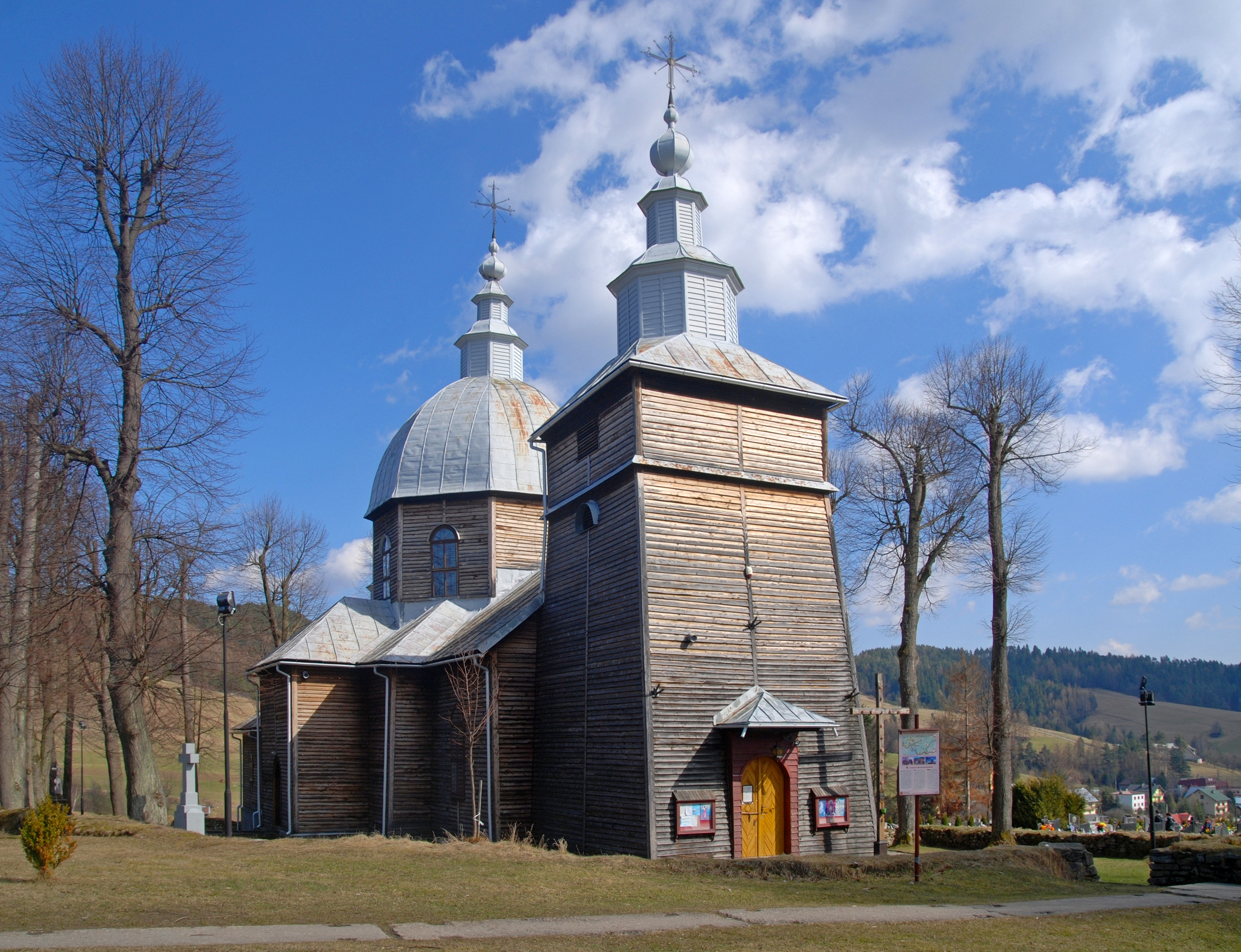
Elewacja frontowa
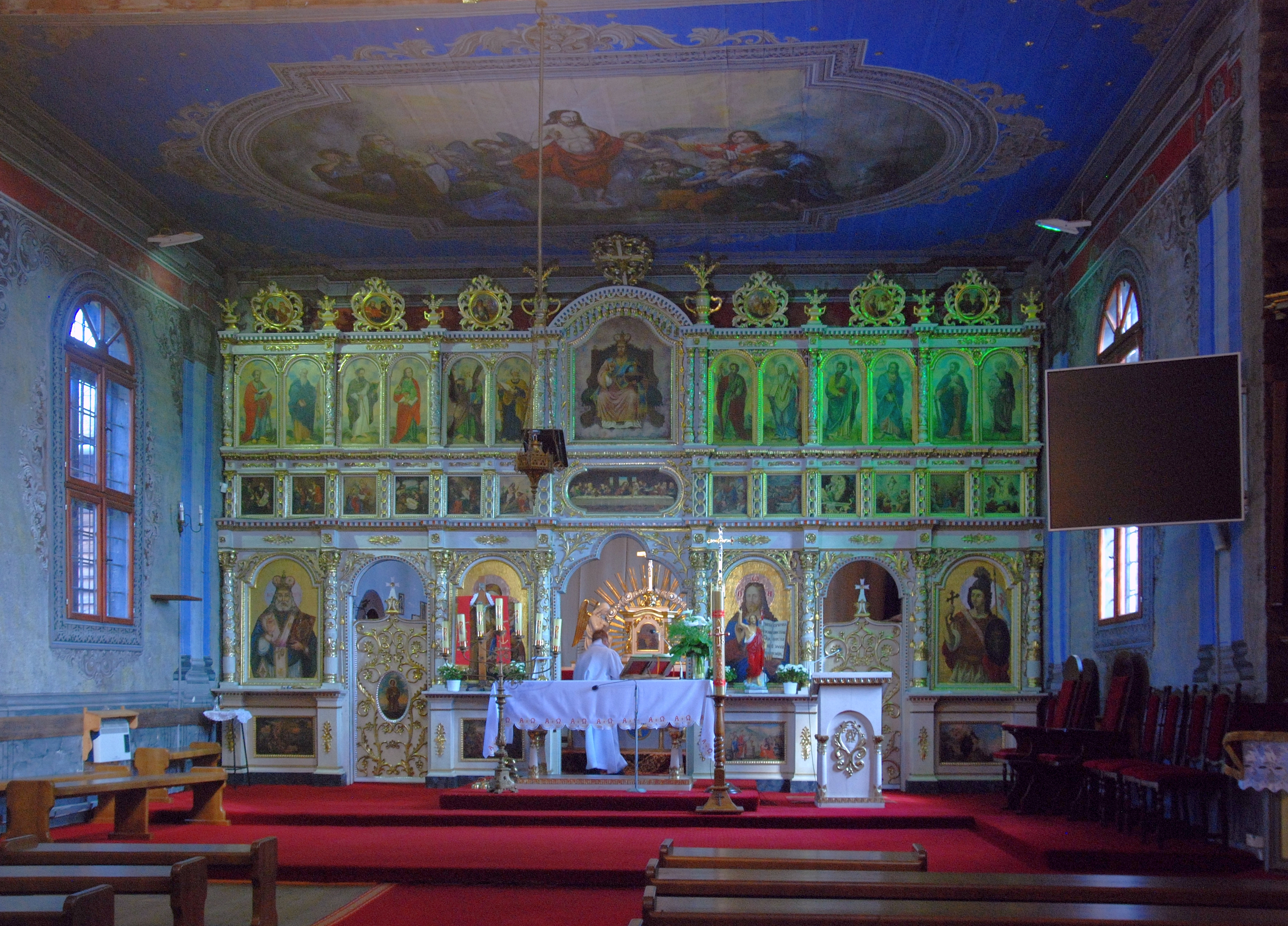
Wnętrze
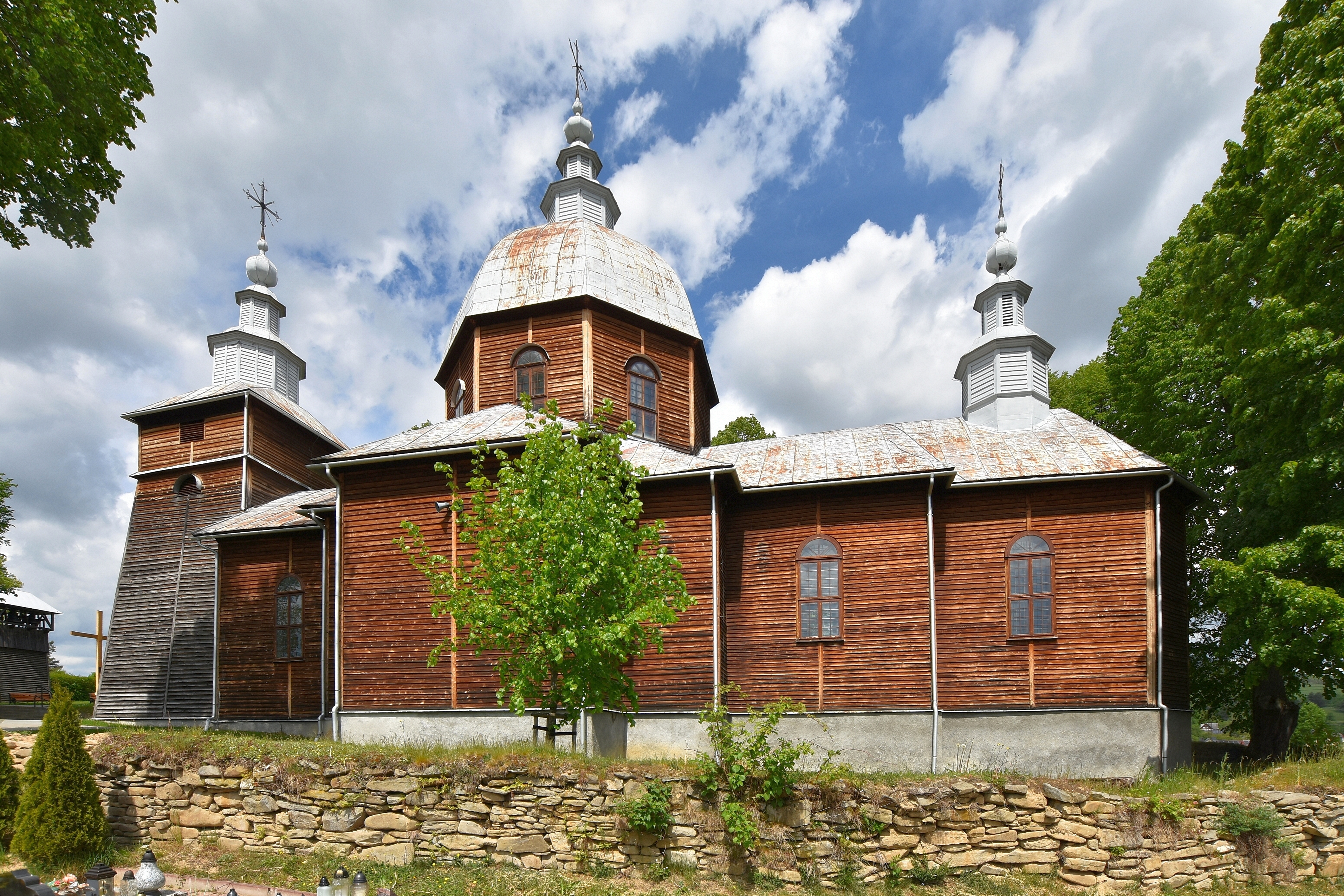
Elewacja południowa

## Opis cerkwi
Drewniana, konstrukcji zrębowej, zbudowana jest nietypowo na planie krzyża. Nawa wraz z prezbiterium oraz transept nakryte są dachami dwuspadowymi, o szczytach naczółkowych. W miejscu ich przecięcia wznosi się wysoki, ośmiokątny tambur, nakryty kopułą. Kopułę oraz szczyt dachu nad prezbiterium wieńczą dwukondygnacyjne, pozorne latarnie. Do nawy przylega, wzniesiona na jej osi, wieża konstrukcji słupowo-ramowej, nakryta niskim dachem namiotowym i zwieńczona również dwupiętrową, pozorną (ślepą) latarnią. Wszystkie dachy są współcześnie kryte blachą. Cała świątynia jest od zewnątrz szalowana poziomo kładzionymi deskami.
We wnętrzu kompletny XIX wieczny ikonostas w stylu barokowym, autorstwa Antoniego i Michała Bogdańskich ze Lwowa. Prezentuje on schemat typowy dla zachodniej łemkowszczyzny. W cerkwi znajdują się także dwa XIX-wieczne ołtarze boczne przedstawiające Matkę Bożą z Dzieciątkiem oraz świętych Cyryla i Metodego, a także przeniesiony z poprzedniej cerkwi XVIII-wieczny, barokowy krucyfiks w bogatym obramieniu snycerskim.
Wnętrze świątyni w większości zachowało naturalną barwę drewna. Polichromia w prezbiterium pochodzi z 1876. Plafon "Wniebowstąpienie" namalowany został najprawdopodobniej przez J. Bogdańskiego, ucznia Jana Matejki.
Stacje Drogi Krzyżowej współczesne, wykonane w 1980 przez rzeźbiarza ludowego z Kąclowej, Józefa Kuczaja.
O „złockiej ikonie” wspomniał Jerzy Harasymowicz w jednym ze swych najbardziej znanych wierszy pt. „W lesie listopadowym”.

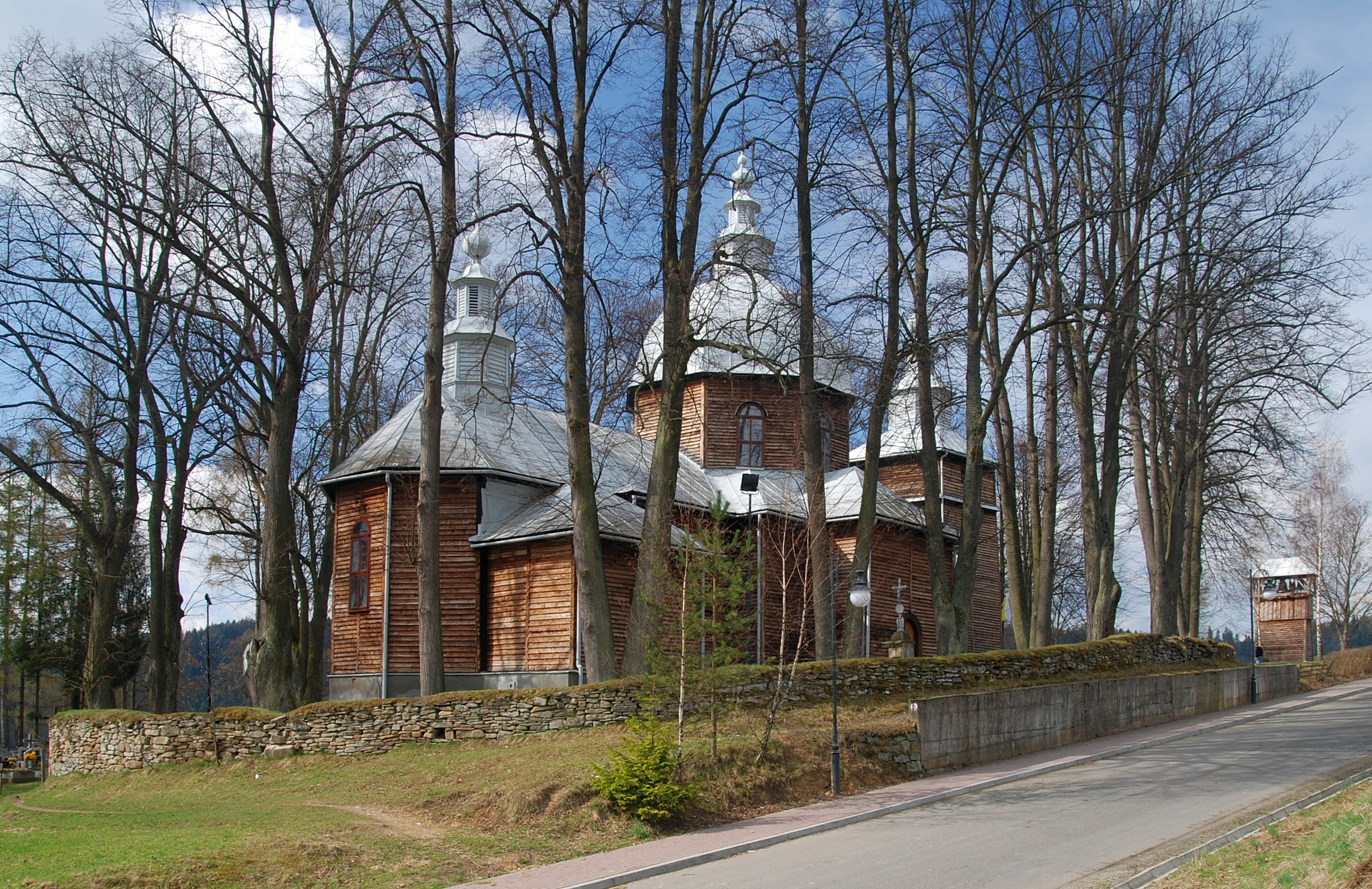
Elewacja północna
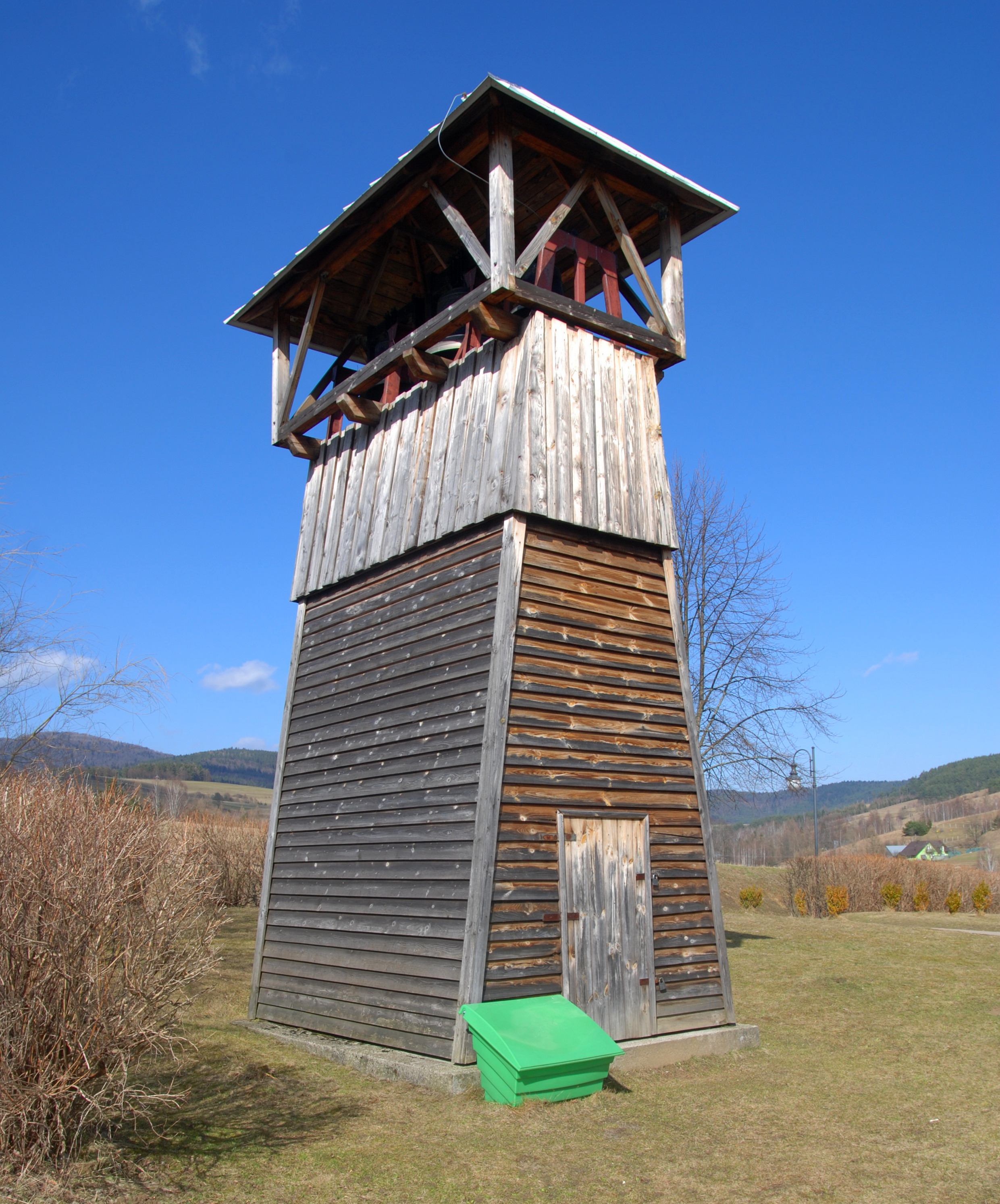
Dzwonnica
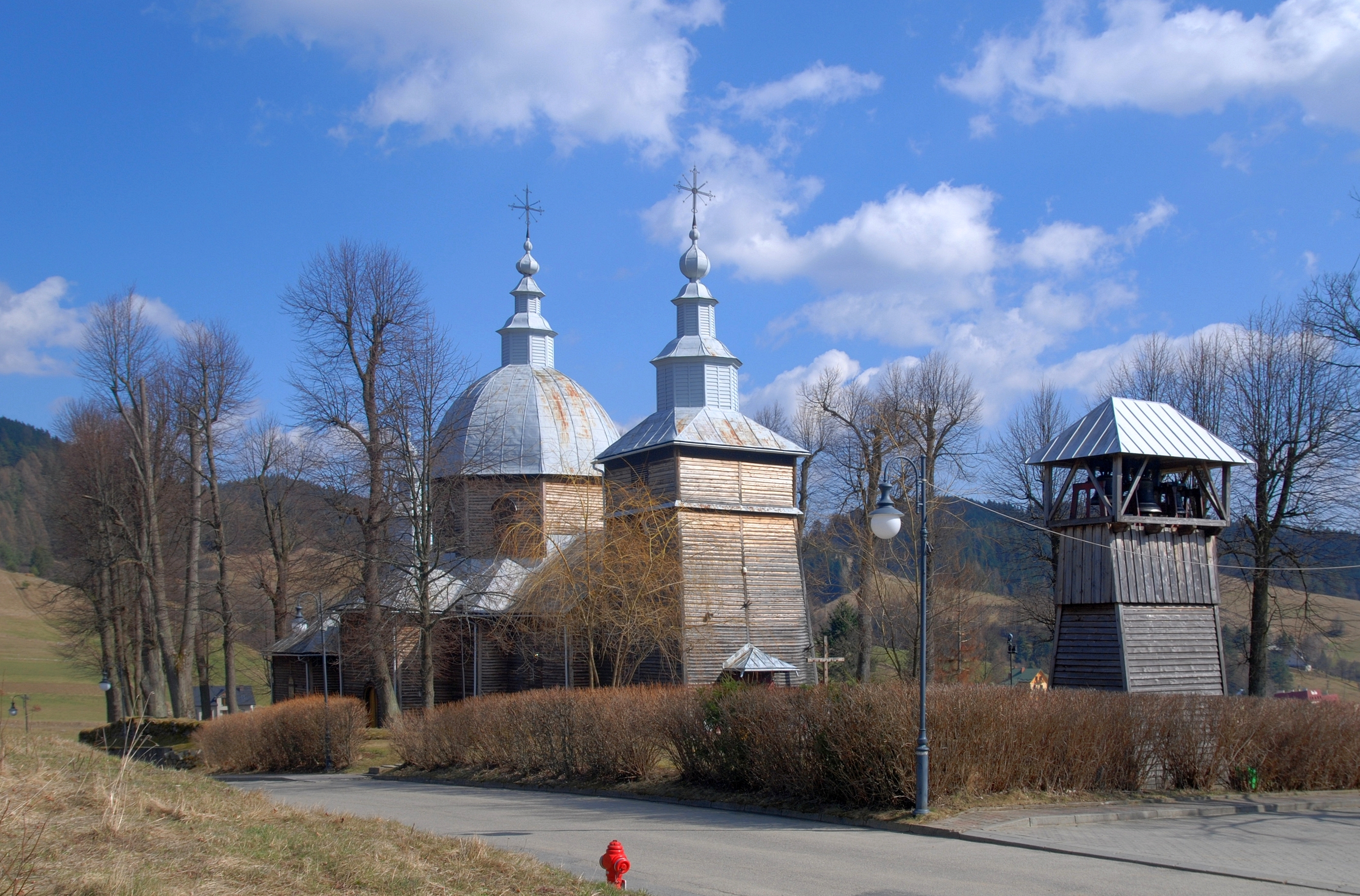
Widok ogólny